# Gustave Eiffel (spoorwegen)
De Gustave Eiffel was een Europese internationale trein voor de verbinding Keulen - Brussel - Parijs. De trein is genoemd naar de Franse ingenieur Gustave Eiffel.

## EuroCity
Op 31 mei 1987 was de Gustave Eiffel een van de drie Eurocities tussen Parijs en Nordrhein-Westfalen. De dienst startte met de treinnummers EC 42, 43, als middagdienst van het trio EC Molière, Gustave Eiffel en EC Parsifal.

### Route en dienstregeling
| EC 42 | land      | station      | km | EC 43 |
| ----- | --------- | ------------ | -- | ----- |
| 13:20 | Duitsland | Keulen       |    | 19:29 |
|       | Duitsland | Aken         |    |       |
|       | België    | Verviers     |    |       |
|       | België    | Luik         |    |       |
|       | België    | Brussel-Zuid |    |       |
|       | België    | Quévy        |    |       |
|       | Frankrijk | Aulnoye      |    |       |
|       | Frankrijk | St Quentin   |    |       |
| 18:56 | Frankrijk | Parijs Noord |    | 13:30 |

Al op 28 mei 1988 verviel de Gustave Eiffel op de verbinding Parijs - Keulen, maar keerde na een jaar terug op de verbinding Parijs - Frankfurt am Main.
| EC 54 | land      | station           | km  | EC 55 |
| ----- | --------- | ----------------- | --- | ----- |
| 10:49 | Duitsland | Frankfurt am Main | 0   | 19:12 |
|       | Duitsland | Mannheim          | 81  |       |
|       | Duitsland | Kaiserslautern    | 142 |       |
|       | Duitsland | Saarbrücken       | 209 |       |
|       | Frankrijk | Forbach Lorraine  | 219 |       |
|       | Frankrijk | Metz              | 289 |       |
| 17:09 | Frankrijk | Paris Est         | 643 | 12:57 |

Vanaf 2 juni 1991 tot 27 mei 2000 werd in oostelijke richting gereden tot Leipzig. Vanaf 28 mei 2000 verviel het deel tussen Frankfurt am Main en Leipzig. Op 14 december 2003 werden de namen van de Eurocities tussen Parijs en Frankfurt afgeschaft. De treindienst werd voortgezet tot de ingebruikname van de LGV-Est op 10 juni 2007.